# Gliedkräuter
Die Gliedkräuter (Sideritis) sind eine Pflanzengattung innerhalb der Familie der Lippenblütler (Lamiaceae). Die etwa 140 Arten sind von Makaronesien über Nordafrika sowie von Europa bis Kleinasien und in China verbreitet. Mehrere Arten werden als Tee genutzt und sind als Bergtee im Handel.

## Beschreibung

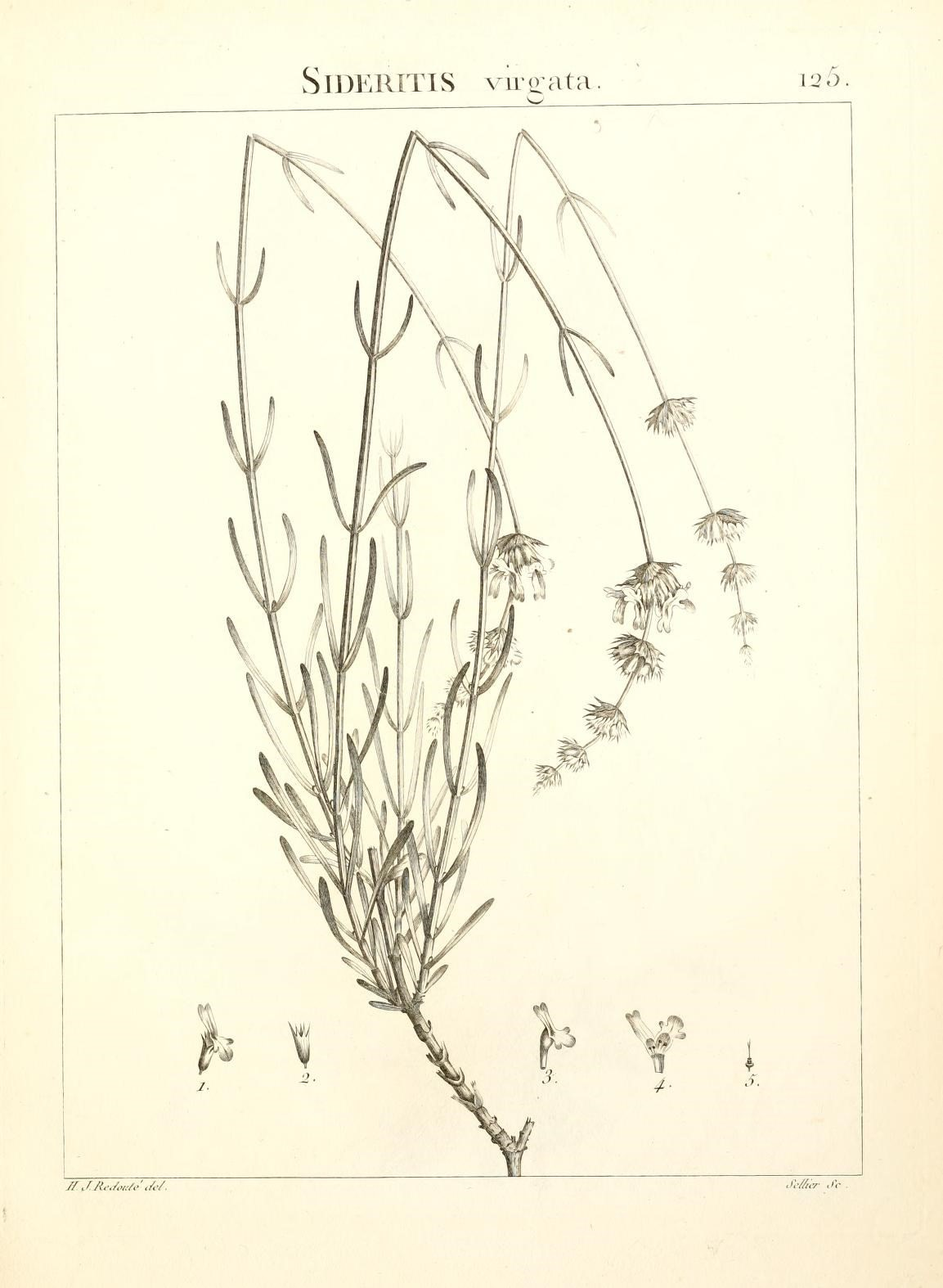
Sektion Sideritis Untersektion Gymnocarpae: Illustration aus Flora Atlantica, sive, Historia plantarum quae in Atlante, agro Tunetano et Algeriensi crescunt, Tafel 125 von Sideritis lanata

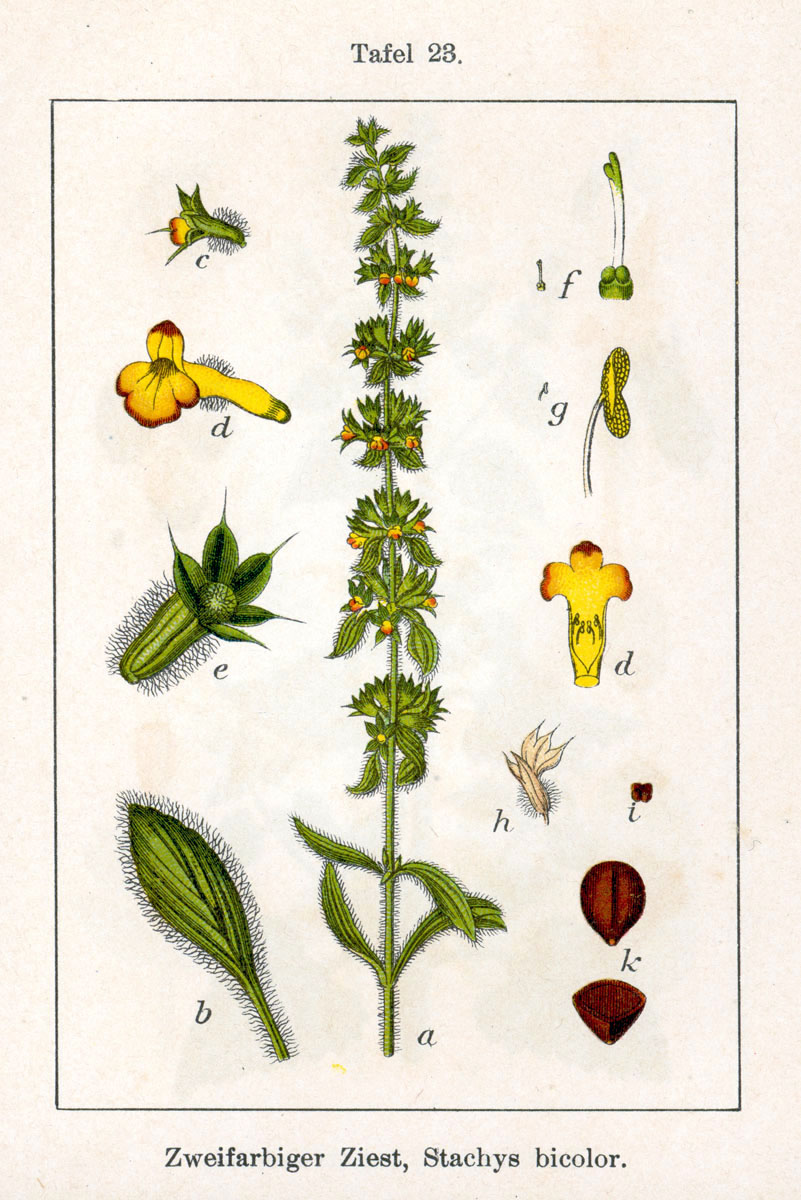
Sektion Hesiodia: Illustration aus Sturm des Berg-Gliedkrauts (Sideritis montana)

### Vegetative Merkmale
Die Gliedkraut-Arten sind einjährige bis ausdauernde krautige Pflanzen oder kleine Sträucher.
Die gegenständig angeordneten Laubblätter sind in Blattstiel und Blattspreite gegliedert. Die Blattspreiten der Stängelblätter sind linealisch bis schmal-lanzettlich.

### Generative Merkmale
Je zwei bis viele Blüten stehen in Scheinquirlen zusammen, die in endständigen, ährigen Gesamtblütenständen angeordnet sind. Es sind keine Deckblätter vorhanden.
Die zwittrigen Blüten sind zygomorph und fünfzählig mit doppelter Blütenhülle. Der Kelch ist röhren- bis glockenförmig, zehn- (selten fünf-)nervig und fünfzähnig. Die Kelchzähne tragen meist eine dornige Granne. Sie sind gleich lang, oder der obere Zahn ist größer als die übrigen vier. Die Krone ist zygomorph, deutlich zweilippig, ihre Farbe ist meistens gelb. Die Kronröhre ist kürzer als der Kelch. Die Oberlippe steht ab, ist flach, ganzrandig oder auch zweispaltig. Die Unterlippe ist dreispaltig, wobei der Mittellappen größer und häufig ausgerandet ist. Es gibt vier fruchtbare Staubblätter, von denen zwei länger und zwei sehr kurz sind. Die Staubblätter sind wie der Griffel in der Kronröhre verborgen.
Die Klausenfrucht (Zerfallfrucht) zerfällt in vier einsamige, Klausen genannte, Teilfrüchte. Die Klausen sind am oberen Ende gerundet, ihre Oberfläche ist fast glatt bis warzig.

## Systematik und Verbreitung
Die Gattung Sideritis wurde durch Carl von Linné in Species Plantarum, 1753, S. 574 und Genera Plantarum, 5. Auflage, 1754, S. 250 aufgestellt. Der Gattungsname Sideritis ist ein antiker Pflanzenname für verschiedene Vertreter der Lippenblütler und leitet sich vom griechischen Wort sideros für Eisen ab. Als Lectotypusart wurde 1929 Sideritis hirsuta L. festgelegt durch M. L. Green in Prop. Brit. Bot., S. 164.
Die Gattung Sideritis gehört zur Tribus Stachydeae in der Unterfamilie Lamioideae innerhalb der Familie Lamiaceae.
Das Verbreitungsgebiet der Gattung Sideritis reicht von Makaronesien über den Mittelmeerraum bis Russland, Tibet und Xinjiang. Das Mannigfaltigkeitszentrum befindet sich im Westen des Areals.
Die Gattung Sideritis umfasst etwa 140 Arten. Die folgende Artenliste folgt Govaerts et al. 2003: World Checklist of Lamiaceae, 2003 die infragenerische Gliederung folgt vorwiegend der Flora Iberica 2010, der Flora of Turkey 1982 und den Monographien von Obón & Rivera 1994 und Pérez de Paz & Negrín 1992:
| - Untergattung Sideritis: - Sektion Sideritis: - Untersektion Sideritis: - Sideritis briquetiana Font Quer & Pau: Sie kommt nur im nördlichen Marokko vor. - Sideritis bubanii Font Quer: Dieser Endemit kommt nur im nordöstlichen Spanien vor. - Sideritis dianica D.Rivera, Obón, De la Torre & A.Barber: Dieser Endemit kommt nur in der östlichen spanischen Provinz Alicante vor. - Sideritis endressii Willk.: Sie kommt nur von Südfrankreich bis ins südöstliche Spanien vor. - Sideritis flaviflora Obón & D.Rivera: Dieser Endemit kommt nur in der spanischen Provinz Jaén vor. - Sideritis hirsuta L. (Typus der Gattung): Sie kommt von Südwesteuropa bis Norditalien und im nördlichen Marokko. - Sideritis laxespicata (Degen & Debeaux) Socorro, I.Tarrega & Zafra: Die Heimat ist Spanien. - Sideritis molinae Stübing, Peris & Figuerola: Die Heimat ist Spanien. - Sideritis montserratiana Stübing, Roselló, Olivares & Peris: Die Heimat ist Spanien. - Sideritis velayosiana Peris & al.: Die Heimat ist Marokko. - Untersektion Gymnocarpae Font Quer: - Sideritis cuatrecasasii Peris, Stübing & Figuerola: Die Heimat ist Spanien. - Sideritis glauca Cav.: Sie kommt nur in den spanischen Provinzen Alicante und nordwestlichen Murcia vor. - Sideritis guyoniana Boiss. & Reut.: Die Heimat ist das nördliche Algerien. - Sideritis imbricata H.Lindb.: Die Heimat ist Marokko. - Sideritis incana L.: Es gibt seit 2012 fünf Unterarten: - Sideritis incana subsp. altiatlantica (Font Quer) Fennane (Syn.: Sideritis altiatlantica (Font Quer) Peris, Stübing & Figuerola): Dieser Endemit kommt nur im Antiatlas in Marokko vor. - Sideritis incana subsp. atlantica (Pomel) Dobignard (Syn.: Sideritis atlantica Pomel): Sie hat seit 2012 den Rang einer Unterart und kommt in Algerien sowie möglicherweise auch in Tunesien vor. - Sideritis incana L. subsp. incana (Syn.: Sideritis occidentalis (Font Quer) Peris, Stübing & Figuerola, Sideritis oromaroccana Peris, Stübing & Figuerola, Sideritis regimontana (Maire) Peris, Stübing & Figuerola, Sideritis sericea Pers.): Sie kommt in Spanien und Nordwestafrika vor. - Sideritis incana subsp. matris-filiae (Emb. & Maire) Fennane: Sie kommt in Marokko vor. - Sideritis incana subsp. tunetana Murb.: Sie kommt in Tunesien vor. - Sideritis lacaitae Font Quer: Die Heimat ist Spanien. - Sideritis mezgouti Molero & J.M.Monts.: Sie kommt in Marokko vor. - Untersektion Stachydioides: - Sideritis stachydioides Willk.: Dieser Endemit kommt nur südöstlichen Spanien vor. - Untersektion Grandiflorae D.Rivera & Obón: - Sideritis grandiflora Benth.: Die Heimat ist das südwestliche Spanien und das nördliche Marokko. - Untersektion Serratae D.Rivera & Obón - Sideritis ilicifolia Willd.: Dieser Endemit kommt nur nordöstlichen Spanien vor. - Sideritis serrata Lag.: Dieser Endemit kommt nur südöstlichen Spanien vor. - Sideritis spinulosa Asso: Dieser Endemit kommt nur im nördlichen Spanien vor. - Untersektion Fruticulosae Obón & D.Rivera: - Sideritis chamaedryfolia Cav.: Dieser Endemit kommt nur im östlichen Spanien vor. - Sideritis fruticulosa Pourr.: Die Heimat ist das südliche Frankreich und das nördliche Spanien. - Untersektion Hyssopifoliae Obón & D.Rivera: - Sideritis boissieriana Peris & al.: Die Heimat ist Spanien. - Sideritis carbonellii Socorro: Dieser Endemit kommt nur südöstlichen Spanien vor. - Sideritis glacialis Boiss.: Die Heimat ist das östliche und südliche Spanien. - Ysopblättriges Gliedkraut (Sideritis hyssopifolia L., Syn.: Sideritis scordioides L.): Es kommt vom nördlichen Spanien bis Italien vor. - Sideritis jahandiezii Font Quer: Die Heimat ist Marokko. - Sideritis lurida J. Gay: Sie kommt nur nordwestlichen und zentralen Spanien vor. - Sideritis maura de Noé: Dieser Endemit kommt nur im westlichen Algerien vor. - Sideritis ochroleuca Noë ex Willk.: Die Heimat ist das nördliche Marokko und das westliche Algerien. - Sideritis ovata Cav.: Dieser Endemit kommt nur im nördliche Spanien vor. - Sideritis pungens Benth.: Die Heimat ist das nördliche und östliche Spanien. - Sideritis tugiensis S.Ríos, M.B.Crespo & D.Rivera: Die Heimat ist Spanien. - Sideritis viridifolia Dulac: Dieser Endemit kommt nur in den Pyrenäen vor. - Untersektion Leucanthae D.Rivera & Obón: - Sideritis briquetiana Font Quer & Pau: - Sideritis bourgeana Boiss. & Reut.: Dieser Endemit kommt nur im südöstlichen Spanien vor. - Sideritis ibanyenzii Pau: Dieser Endemit kommt nur im südöstlichen Spanien vor. - Sideritis leucantha Cav.: Dieser Endemit kommt nur im südöstlichen Spanien vor. - Sideritis marminorensis Obón & D.Rivera: Dieser Endemit kommt nur in der spanischen Provinz Murcia vor. - Sideritis osteoxylla (Pau) Alcaraz, Peinado, Mart.Parras, J.S.Carrion & Sánchez-Gómez: Dieser Endemit kommt nur im südöstlichen Spanien vor. - Sideritis pusilla (Lange) Pau: Sie kommt nur im südlichen bis südöstlichen Spanien sowie im nordwestliche Algerien vor. - Sideritis reverchonii Willk.: Die Heimat ist Spanien. - Sideritis tragoriganum Lag.: Sie kommt nur im südlichen und östlichen Spanien vor. - Untersektion Arborescentes D.Rivera & Obón: - Sideritis antiatlantica (Maire) Rejdali: Die Heimat ist Marokko. - Sideritis arborescens Benth.: Die Heimat ist Portugal, Spanien, das nördliche Marokko und das nordwestliche Algerien. - Sideritis calduchii Cirujano & al.: Die Heimat ist Spanien. - Sideritis cirujanoi Romo & al.: Die Heimat ist Marokko. - Sideritis ibrahimii Obón & D.Rivera: Die Heimat ist Marokko. - Sideritis lasiantha Juss. ex Pers.: Dieser Endemit kommt nur im südöstlichen Spanien vor. - Sideritis maireana Font Quer & Pau: Dieser Endemit kommt nur im nördlichen Marokko vor. - Sideritis marianica Obón & D.Rivera: Dieser Endemit kommt nur in der spanischen Provinz Jaén vor. - Sideritis ortonedae (Font Quer & Pau) Obón & D.Rivera: Die Heimat ist das südliche Spanien, das nördliche Marokko und Algerien. - Sideritis paulii Pau: Die Heimat ist das zentrale und südwestliche Spanien. - Sideritis sauvageana D.Rivera & Obón: Die Heimat ist Marokko. - Sideritis subatlantica Doum. ex Batt.: Die Heimat ist das nördliche Marokko und das nordwestliche Algerien. - Sektion Hesiodia (Moench) Benth.: - Sideritis cossoniana Ball: Die Heimat ist Marokko. - Sideritis lanata L.: Das Verbreitungsgebiet reicht von der Balkanhalbinsel bis zur Türkei. - Berg-Gliedkraut (Sideritis montana L., Typusart der Sektion): Es gibt zwei Unterarten: - Sideritis montana L. subsp. montana: Das Verbreitungsgebiet reicht vom Mittelmeerraum bis zum nordwestlichen China; es ist auch in Mitteleuropa heimisch. - Sideritis montana subsp. remota (d’Urv.) P.W.Ball (Syn.: Sideritis remota d’Urv.): Das Verbreitungsgebiet reicht von Griechenland bis Libanon/Syrien. - Sektion Burgsdorfia (Moench) Briquet: - Römisches Gliedkraut (Sideritis romana L., Typusart der Sektion): Es gibt etwa vier Unterarten: - Sideritis romana subsp. curvidens (Stapf) Holmboe (oft als eigene Art Sideritis curvidens Stapf anerkannt): Sie kommt im östlichen Mittelmeerraum vor. - Sideritis romana subsp. numidica Batt.: Sie kommt von Algerien bis Libyen vor. - Sideritis romana subsp. purpurea (Talbot ex Benth.) Heywood (Syn.: Sideritis purpurea Talbot ex Benth.): Sie kommt auf der Balkanhalbinsel vor. - Sideritis romana L. subsp. romana: Sie kommt im Mittelmeerraum östlich bis zur Türkei vor. - Sektion Empedoclia (Raf.) Benth. (östlicher Mittelmeerraum): - Sideritis akmanii Aytac, Ekici & Dönmez: Die Heimat ist die Türkei. - Sideritis albiflora Hub.-Mor.: Sie kommt nur auf Rhodos und in der südwestlichen Türkei vor. - Sideritis amasiaca Bornm.: Die Heimat ist die nördliche und zentrale Türkei. - Sideritis arguta Boiss. & Heldr.: Die Heimat ist die südliche Türkei. - Sideritis argyrea P.H.Davis: Die Heimat ist die südliche Türkei. - Sideritis armeniaca Bornm.: Dieser Endemit kommt nur in der nordöstlichen Türkei vor. - Sideritis bilgeriana P.H.Davis: Die Heimat ist die südliche Türkei. - Sideritis brevibracteata P.H.Davis: Die Heimat ist die südliche Türkei. - Sideritis brevidens P.H.Davis: Die Heimat ist die südliche Türkei. - Sideritis caesarea H.Duman, Aytaç & Baser: Die Heimat ist die Türkei. - Sideritis catillaris Juz.: Dieser Endemit kommt nur auf der Krim vor. - Sideritis cilicica Boiss. & Balansa: Die Heimat ist die südliche Türkei. - Sideritis clandestina (Bory & Chaub.) Hayek: Die zwei Unterarten kommen nur im südlichen Griechenland vor: - Sideritis clandestina subsp. clandestina: Dieser Endemit kommt nur im Taygetos-Gebirge vor. - Sideritis clandestina subsp. cyllenea (Heldr. ex Boiss.) Papan. & Kokkini: Dieser Endemit kommt nur am Berg Killini vor. - Sideritis condensata Boiss. & Heldr.: Die Heimat ist die südliche Türkei. - Sideritis congesta P.H.Davis & Hub.-Mor.: Die Heimat ist die südliche Türkei. - Sideritis cypria Post: Dieser Endemit kommt nur im nördlichen Zypern vor. - Sideritis dichotoma Huter: Die Heimat ist die nördliche Türkei. - Sideritis erythrantha Boiss. & Heldr.: Es gibt seit 2012 zwei Unterarten: - Sideritis erythrantha subsp. cedretorum (P.H.Davis) H.Duman (Syn.: Sideritis erythrantha var. cedretorum P.H.Davis): Sie hat seit 2012 den Rang einer Unterart und hatte davor den Rang einer Varietät. Sie kommt nur in der südwestlichen Türkei vor. - Sideritis erythrantha Boiss. & Heldr. subsp. erythrantha: Sie kommt nur in der südwestlichen Türkei vor. - Sideritis euboea Heldr.: Dieser Endemit kommt nur auf Euböa vor. - Sideritis euxina Juz.: Die Heimat ist der Kaukasus. - Sideritis galatica Bornm.: Die Heimat ist die Türkei. - Sideritis germanicopolitana Bornm.: Es gibt zwei Unterarten: - Sideritis gulendamiae H.Duman & Karaveliogullari: Die Heimat ist die Türkei. - Sideritis hispida P.H.Davis: Die Heimat ist die südliche Türkei. - Sideritis hololeuca Boiss. & Heldr.: Die Heimat ist die südliche Türkei. - Sideritis huber-morathii Greuter & Burdet: Die Heimat ist die südliche Türkei. - Sideritis italica (Mill.) Greuter & Burdet: Die Heimat ist Italien einschließlich Sizilien. - Sideritis leptoclada O.Schwarz & P.H.Davis: Die Heimat ist die südwestliche Türkei. - Sideritis libanotica Labill.: Es gibt etwa fünf Unterarten: - Sideritis libanotica subsp. kurdica (Bornm.) Hub.-Mor.: Sie kommt in der Türkei und im nördlichen Irak vor. - Sideritis libanotica subsp. libanotica: Sie kommt von der südlichen Türkei bis zum Libanon vor. - Sideritis libanotica subsp. linearis (Benth.) Bornm.: Sie kommt von der westlichen und südlichen Türkei bis Syrien vor. - Sideritis libanotica subsp. microchlamys (Hand.-Mazz.) Hub.-Mor.: Sie kommt von der östlichen Türkei bis Syrien vor. - Sideritis libanotica subsp. violascens (P.H.Davis) P.H.Davis: Sie kommt in der südlichen Türkei vor. - Sideritis lycia Boiss. & Heldr.: Dieser Endemit kommt nur in der südwestlichen Türkei vor. - Sideritis niveotomentosa Hub.-Mor.: Die Heimat ist die südliche Türkei. - Sideritis ozturkii Aytaç & Aksoy: Die Heimat ist die Türkei. - Sideritis perfoliata L.: Es gibt etwa zwei Unterarten: - Sideritis perfoliata subsp. athoa (Papan. & Kokkini) Baden: Sie kommt von der Balkanhalbinsel bis zur Türkei vor. - Sideritis perfoliata L. subsp. perfoliata: Sie kommt vom nördlichen Griechenland bis Israel vor. - Sideritis phlomoides Boiss. & Balansa: Die Heimat ist die südliche Türkei. - Sideritis phrygia Bornm.: Die Heimat ist die zentrale Türkei. - Sideritis pisidica Boiss. & Heldr.: Die Heimat ist die südwestliche Türkei. - Sideritis pullulans Vent.: Sie kommt von Syrien bis Israel vor. - Sideritis raeseri Boiss. & Heldr.. Die Heimat ist die Balkanhalbinsel. Mit zwei Unterarten: - Sideritis raeseri subsp. attica (Heldr.) Papan. & Kokkini: Sie kommt in Griechenland vor. - Sideritis raeseri subsp. raeseri: Sie kommt auf der Balkanhalbinsel vor. - Sideritis rubriflora Hub.-Mor.: Die Heimat ist die südliche Türkei. - Balkan-Gliedkraut (Sideritis scardica Griseb.): Sie kommt auf der Balkan-Halbinsel vor. - Sideritis serratifolia Hub.-Mor.: Die Heimat ist die südliche Türkei. - Sideritis sipylea Boiss.: Die Heimat ist die westliche Türkei und die östlichen Ägäischen Inseln. - Sideritis stricta Boiss. & Heldr.: Dieser Endemit kommt nur in der südwestlichen Türkei vor. - Syrisches Gliedkraut (Sideritis syriaca L.) Sie ist Typus-Art der Sektion: Es gibt zwei Unterarten: - Sideritis syriaca subsp. nusairiensis (Post) Hub.-Mor.: Sie kommt von der südlichen Türkei bis zum westlichen Syrien vor. - Sideritis syriaca subsp. syriaca: Dieser Endemit kommt nur auf Kreta vor. - Sideritis taurica Steph. ex Willd.: Die Heimat ist Bulgarien, die Krim und die nördliche Türkei. - Sideritis tmolea P.H.Davis: Die Heimat ist die westliche Türkei. - Sideritis trojana Bornm.: Dieser Endemit kommt nur in der nordwestlichen Türkei vor. - Sideritis vulcanica Hub.-Mor.: Die Heimat ist die östliche Türkei. - Sideritis vuralii H.Duman & Baser: Die Heimat ist die Türkei. - Untergattung Marrubiastrum (Moench) Mend.-Heuer (Kanarische Inseln und Madeira): - Sektion Marrubiastrum: - Sideritis amagroi Marrero Rodr. & B.Navarro: Dieser Endemit kommt nur auf Gran Canaria vor. - Bärtchen-Gliedkraut (Sideritis barbellata Mend.-Heuer): Dieser Endemit kommt nur auf La Palma vor. - Sideritis brevicaulis Mend.-Heuer: Dieser Endemit kommt nur auf Teneriffa vor. - Kanaren-Gliedkraut (Sideritis canariensis L.) (Typusart der Untergattung): Sie kommt nur auf El Hierro, La Palma und Teneriffa vor. - Sideritis candicans Aiton: Dieser Endemit kommt nur auf Madeira vor. - Sideritis cystosiphon Svent.: Dieser Endemit kommt nur auf Teneriffa vor. - Wolliges Gliedkraut (Sideritis dasygnaphala (Webb & Berthel.) Clos): Dieser Endemit kommt nur auf Gran Canaria vor. - Anaga-Gliedkraut (Sideritis dendrochahorra Bolle): Dieser Endemit kommt nur auf Teneriffa vor. - Sideritis discolor Willd. ex Bolle: Dieser Endemit kommt nur auf Gran Canaria vor. - Cañadas-Gliedkraut (Sideritis eriocephala Marr. ex Negr. & Pér.): Dieser Endemit kommt nur auf Teneriffa vor. - Sideritis ferrensis P.Pérez & Négrin: Dieser Endemit kommt nur auf El Hierro vor. - Sideritis guayedrae Marrero Rodr.: Dieser Endemit kommt nur auf Gran Canaria vor. - Sideritis infernalis Bolle: Dieser Endemit kommt nur auf Teneriffa vor. - Sideritis kuegleriana Bornm.: Dieser Endemit kommt nur auf Teneriffa vor. - Sideritis lotsyi (Pit.) Ceballos & Ortuño: Sie kommt nur auf Gomera und Teneriffa vor. - Sideritis nervosa (Christ) Linding.: Dieser Endemit kommt nur auf Teneriffa vor. - Sideritis oroteneriffae Négrin & P.Pérez: Dieser Endemit kommt nur auf Teneriffa vor. - Zwerg-Gliedkraut (Sideritis pumila (Christ) Mend.-Heuer): Es kommt nur auf Fuerteventura und Lanzarote vor. - Sideritis soluta Clos: Dieser Endemit kommt nur auf Teneriffa vor. - Sideritis sventenii (G.Kunkel) Mend.-Heuer: Dieser Endemit kommt nur auf Gran Canaria vor. - Sektion Empedocliopsis Huynh: - Sideritis bolleana Bornm.: Dieser Endemit kommt nur auf La Palma vor. - Gomera-Gliedkraut (Sideritis gomeraea de Noé ex Bolle, Typusart der Sektion): Dieser Endemit kommt nur auf Gomera vor. - Sideritis nutans Svent.: Dieser Endemit kommt nur auf Gomera vor. - Sektion Creticae P.Pérez & L.Negrin (Teneriffa und Gomera): - Kreta-Gliedkraut (Sideritis cretica L., Typusart der Sektion) - Großähriges Gliedkraut (Sideritis macrostachys Poir.): Dieser Endemit kommt nur auf Teneriffa vor. - Sideritis marmorea Bolle: Dieser Endemit kommt nur auf Gomera vor. - Incertae sedis: - Sideritis ajpetriana Klokov: Dieser Endemit kommt nur auf der Krim vor. - Sideritis atrinervia Klokov: Dieser Endemit kommt nur auf der Krim vor. - Sideritis dubia Coulomb: Sie kommt nur in den Westalpen vor. - Sideritis gossypina Font Quer: Die Heimat ist Marokko. - Sideritis villosa Coss. & Balansa: Die Heimat ist Marokko. - Hybriden (Auswahl): - Sideritis ×angustifolia Lag. = Sideritis incana × Sideritis tragoriganum |

## Belege
- Siegmund Seybold (Hrsg.): Schmeil-Fitschen interaktiv. CD-ROM, Version 1.1. Quelle & Meyer, Wiebelsheim 2002, ISBN 3-494-01327-6.
- Werner Greuter, Hervé-Maurice Burdet, Gilbert Long (Hrsg.): Med-Checklist. A critical inventory of vascular plants of the circum-mediterranean countries. Vol. 3: Dicotyledones (Convolvulaceae – Labiatae). Conservatoire et Jardin Botanique, Genève 1986, ISBN 2-8277-0153-7 (englisch, online).
- Ingrid Schönfelder, Peter Schönfelder: Kosmos-Atlas Mittelmeer- und Kanarenflora. Über 1600 Pflanzenarten. Franckh-Kosmos, Stuttgart 1994, ISBN 3-440-06223-6.